# ألين فالتر
ألين فالتر (مواليد 26 مايو 1999) هي متزلجة على الجليد سويسرية.
كانت متزلجة متحمسة على الجليد حيث تعرضت الين للسقوط اثناء التزلج واصيبت بشلل نصفي غير كامل عام 2019، كانت الإصابة في فترة وباء كورونا حيث أنها لم تستطع أن تلتقي بأحد من الاهل أو الاصدقاء لمدة ثلاث أشهر، كانت لحظة تحول حياتها والتحدي لها بان تعود وتتحرك من جديد بعد عام كامل من الإصابة لدخولها بشكل جدي عالم الرياضات الثلجية 2021 بكرسي متحرك.

## عنها
كان شعار الين «إذا لم يسير أي شيء بشكل صحيح، اذهب يسارًا»، سافرت الين ل ثلاث دول مختلفة في ثلاثة أشهر أثناء الوباء، أحد أحلام إيلين هي دراسة التمثيل حيث تقول: «من الصعب الوصول إلى هناك، لكنني سأفعل أي شيء من أجل ذلك». ماذا ستكون الحياة بدون أهداف وبدون أحلام؟
دخلت الين مسرح الشباب في مدينة بازل وهي أحد اعضاءة الآن 
عندما تذهب إلين إلى حفل توزيع الجوائز، تتكئ على عصا بقصة خاصة بها. كانت تخص جدها الراحل، تقول والثر وهي تحرك إبهامها: «لا يزال بإمكانك الشعور ببصمة إبهامه». الذكريات مهمة، فهي تساعد في مسار الحياة، ويمكنها تحديد الاتجاه لكتابة قصتك الخاصة.
أنشأ المدرب الوطني سيلفان هوفر فريق من ألين ورومي شوب منذ ثلاث سنوات للان بقصة جميلة 

## أنجازاتها
فازت فالتر بالميدالية البرونزية في «التزلج المتعرج بانكيد» في بطولة بارا العالمية [بحاجة لمصدر]عام 2021 التي عقدت في ليليهامر، النرويج. فازت مواطنة بازل على نويل لامبرت (الولايات المتحدة الأمريكية) في سباقين في فئتها في الصراع على منصة التتويج.
كما فازت بالميدالية البرونزية في حدث التزلج على الجليد للسيدات، فازت أيضا إلى جانب رومي شوب بالميدالية البرونزية على منحدر هافجيل الأولمبي الأسطوري ضمن الفريق النسائي.